# 村島健一
村島 健一（むらしま けんいち、1925年3月21日 - 1990年10月13日）は、日本の社会評論家。戸籍名は村嶋健一。矢野 八朗（「ヤナヤロー」のもじり）の筆名でも活動。

## 生涯
ジャーナリストの村嶋歸之の息子として兵庫県西宮市に生まれる。静岡高等学校で吉行淳之介と知り合う。東京大学文学部独文科卒業後、毎日新聞社東京本社に入社。10年間の記者生活を経て、1959年4月からフリーとなる。『オール讀物』連載の人物論シリーズで注目され、その他、文明時評、コント、ショートショート、小説なども執筆。
長男の村嶋帰一は日興シティグループ証券チーフエコノミスト（東京大学教養学部国際関係論学科→野村総合研究所→シティグループ証券）。

## 著書
- 『オリンピック道路』角川小説新書 1964
- 『平均的ニッポン人 パチンコ文化からパンティ革命まで』講談社ミリオン・ブックス 1964
- 『風速80米笑いのネタ』青春出版社（プレイブックス） 1965
- 『ほんもの人間』三一新書 1966
- 『男と女でじゃんけんぽん』新評社 1973
- 『幕末酒徒列伝』講談社 1979　のち旺文社文庫
- 『続・幕末酒徒列伝』講談社 1980

### 共著編
- 『成功者の椅子 体あたり・中堅経営者伝』梶山季之共著 アサヒ芸能出版 平和新書 1964
- 『現代もの知り大学』編 徳間書店 1967
- 『ヒゲのある一家 -シャム猫観察日記-』村島智恵子共著 文化服装学院出版局 1969
- 『親馬鹿おやじ二代記 父から子へ、その子からまた子へ』村島帰之共著 文化服装学院出版局 1970